# Roda Sport in het seizoen 1957/58
Het seizoen 1957/1958 was het vierde jaar in het bestaan van de Kerkraadse betaaldvoetbalclub Roda Sport. De club kwam uit in de Eerste divisie A en eindigde daarin op de 15e plaats. Tevens deed de club mee aan het toernooi om de KNVB Beker, hierin werd in de voorronde verloren van Tubantia (1–2).

## Wedstrijdstatistieken

### Eerste divisie A
|       | AGOVV | Alkmaar '54 | D.F.C | DWS   | EDO   | Excelsior | De Graafschap | Helmond | HVC   | RBC   | SVV   | Vitesse | Volendam | VSV   | Willem II |
| ----- | ----- | ----------- | ----- | ----- | ----- | --------- | ------------- | ------- | ----- | ----- | ----- | ------- | -------- | ----- | --------- |
| Thuis | 2 – 2 | 2 – 0       | 2 – 1 | 1 – 2 | 1 – 0 | 2 – 1     | 1 – 2         | 1 – 1   | 3 – 5 | 0 – 0 | 3 – 0 | 2 – 2   | 2 – 5    | 0 – 1 | 0 – 1     |
| Uit   | 1 – 0 | 3 – 1       | 3 – 0 | 1 – 1 | 2 – 2 | 2 – 1     | 4 – 0         | 1 – 0   | 7 – 0 | 3 – 1 | 2 – 1 | 3 – 3   | 3 – 2    | 3 – 0 | 5 – 0     |

### KNVB beker
| Voorronde                                 | Tubantia                                     | 2 – 1 (2 – 1) | Roda Sport    |
| 1 september 1957 Plaats: Hengelo Veldwijk | Eduard Pauwels 15' (e.d.) Jacky Jurissen 20' |               | Toon Ederveen |

## Statistieken Roda Sport 1957/1958

### Eindstand Roda Sport in de Nederlandse Eerste divisie A 1957 / 1958
| Stand | Gespeeld | Gewonnen | Gelijk | Verloren | Punten | Doelpunten voor | Doelpunten tegen |
| ----- | -------- | -------- | ------ | -------- | ------ | --------------- | ---------------- |
| 15e   | 30       | 5        | 7      | 18       | 17     | 34              | 66               |

### Topscorers
| #      | Naam              | Goal |
| ------ | ----------------- | ---- |
| 1.     | Toon Ederveen     | 6    |
| 1.     | Waldemar Kalff    | 6    |
| 3.     | Hans-Josef Knauf  | 5    |
| 4.     | Jo Hoeppertz      | 4    |
| 5.     | Michel Esser      | 3    |
| 5.     | Hens Fischer      | 3    |
| 5.     | Gerard Hoenen     | 3    |
| 8.     | Jeu Olieschlägers | 2    |
| 9.     | Richard Kikken    | 1    |
| 9.     | Henk Schellings   | 1    |
| Totaal | Totaal            | 34   |

| #      | Naam          | Goal |
| ------ | ------------- | ---- |
| 1.     | Toon Ederveen | 1    |
| Totaal | Totaal        | 1    |